# Chiesa di San Giovanni Battista (Campagnano di Roma)
La chiesa di San Giovanni Battista, nota anche con il titolo di duomo, è la parrocchiale di Campagnano di Roma, in città metropolitana di Roma Capitale e diocesi di Civita Castellana; fa parte della vicaria Flaminia.

## Storia
La primitiva chiesa di Campagnano di Roma sorse nel XIII secolo, per poi venir demolita all'inizio del Cinquecento per far posto a una più recente.
La prima pietra della nuova parrocchiale venne posta nel 1515; l'edificio, realizzato sfruttando anche i materiali ricavati da una soppressa cappella paleocristiana, fu poi portato a termine nel 1530.
Nei primi anni del XVII secolo venne costruito da Giacomo Del Duca il soffitto; nello stesso periodo, nel 1602, fu eretto il campanile barocco, che subì poi un rifacimento nel Settecento.
Nel 2003 ebbe inizio un intervento di restauro, ultimato nel 2010, in occasione del quale vennero risistemati il tetto, il pavimento e i portali e furono consolidati i muri.

## Descrizione

### Esterno
L'asimmetrica facciata della chiesa, alla quale s'accede percorrendo una scalinata in peperino, presenta il portale d'accesso ad arco ogivale, sormontato da una nicchia, contenente una statua raffigurante San Giovanni Battista, e da un rosone murato, decentrato rispetto all'ingresso.
Il campanile si erge a destra del duomo ed è suddiviso da cornici marcapiano in quattro registri su ognuno dei quali si aprono finestre. La torre campanaria è coronata da una cupola a forma di campana con croce apicale.

### Interno
L'interno dell'edificio è suddiviso in tre navate da colonne sorreggenti archi a tutto sesto. La navata centrale ha un soffitto a cassettoni con busti in rilievo del Padre eterno e degli Evangelisti, opera del 1582 di Jacopo del Duca. Le navate laterali sono invece voltate a crociera e sono caratterizzate dalla presenza di nicchie in cui sono ospitati altari, statue e affreschi.

L'interno conserva opere di pregio come gli affreschi ritraenti le Storie della Vergine e Storie di San Giovanni, eseguiti dai fratelli Federico e Taddeo Zuccari e l'altare minore con il suo paliotto, intitolato alla Madonna di Loreto.  Gli stalli del coro furono realizzati anch'essi da Jacopo Del Duca,